# Brachydesmus parallelus
Brachydesmus parallelus är en mångfotingart som beskrevs av Carl Graf Attems 1898. Brachydesmus parallelus ingår i släktet Brachydesmus och familjen plattdubbelfotingar. Inga underarter finns listade i Catalogue of Life.